# Alfred Kirwa Yego
Alfred Kirwa Yego (Eldoret, 28 novembre 1986) è un mezzofondista keniota, specializzato negli 800 metri piani.
In carriera può vantare una medaglia di bronzo vinta ai Giochi olimpici di Pechino 2008, oltre ad un oro ed un argento ai Mondiali, conquistati rispettivamente ad Osaka 2007 e Berlino 2009.

## Palmarès
| Anno | Manifestazione      | Sede     | Evento      | Risultato | Prestazione | Note                                     |
| ---- | ------------------- | -------- | ----------- | --------- | ----------- | ---------------------------------------- |
| 2004 | Mondiali juniores   | Grosseto | 800 m piani | Argento   | 1'47"39     | Miglior prestazione personale            |
| 2005 | Mondiali            | Helsinki | 800 m piani | Batteria  | 1'48"72     |                                          |
| 2006 | Campionati africani | Bambous  | 800 m piani | Bronzo    | 1'46"85     |                                          |
| 2007 | Mondiali            | Osaka    | 800 m piani | Oro       | 1'47"09     |                                          |
| 2008 | Giochi olimpici     | Pechino  | 800 m piani | Bronzo    | 1'44"82     |                                          |
| 2009 | Mondiali            | Berlino  | 800 m piani | Argento   | 1'45"35     |                                          |
| 2010 | Campionati africani | Nairobi  | 800 m piani | Argento   | 1'44"85     | Miglior prestazione personale stagionale |
| 2011 | Mondiali            | Taegu    | 800 m piani | 7º        | 1'45"83     |                                          |

## Altre competizioni internazionali
2005
- 6º alla World Athletics Final ( Monaco), 800 m piani - 1'47"39

2006
- 8º alla World Athletics Final ( Stoccarda), 800 m piani - 1'48"01

2008
- Oro alla World Athletics Final ( Stoccarda), 800 m piani - 1'49"05
- Argento all'ISTAF Berlin ( Berlino), 800 m piani - 1'44"99

2009
- 7º alla World Athletics Final ( Salonicco), 800 m piani - 1'46"66